# قومية باكستانية

علم باكستان

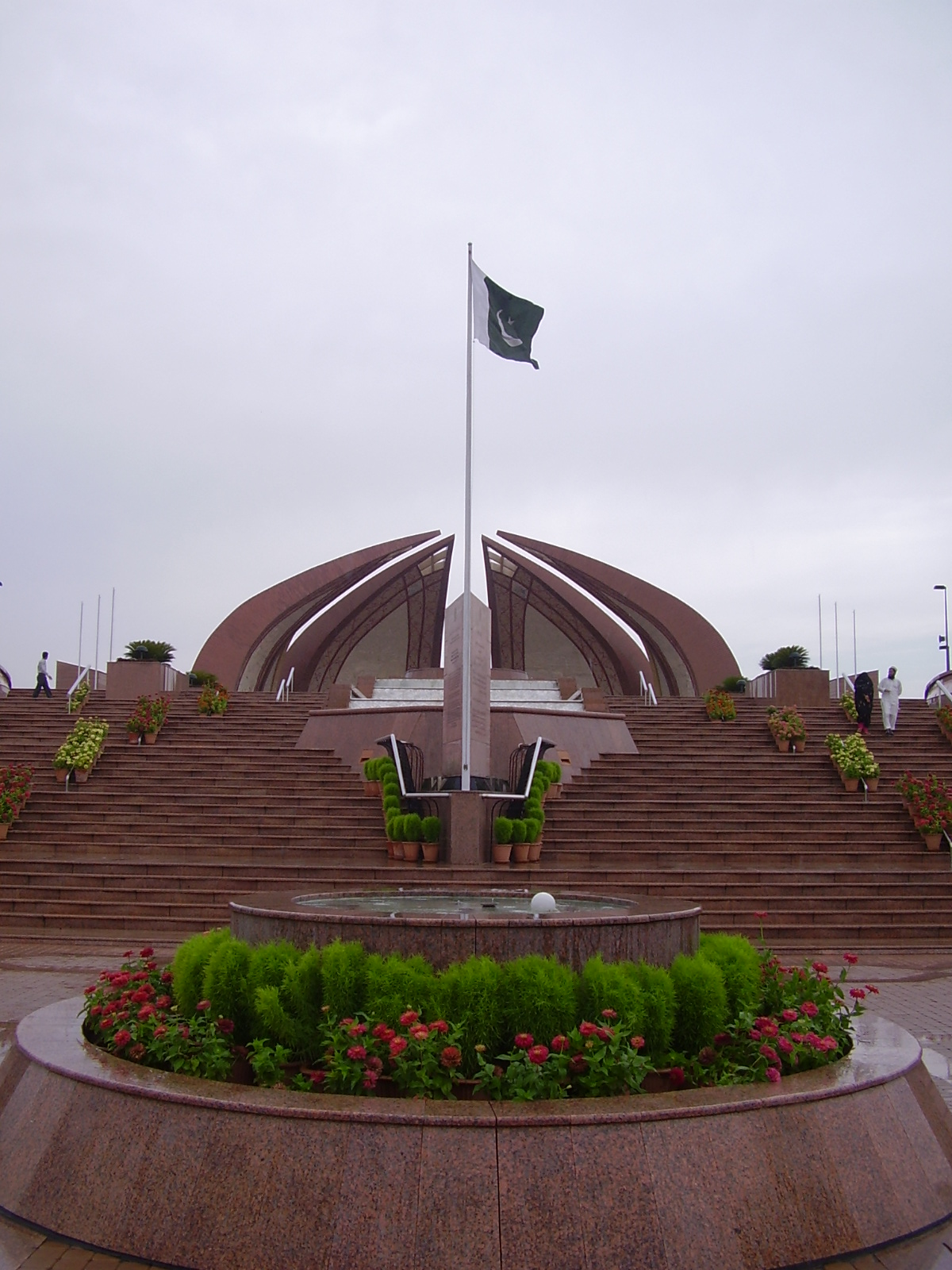
النصب التذكاري الوطني لباكستان في إسلام أباد.

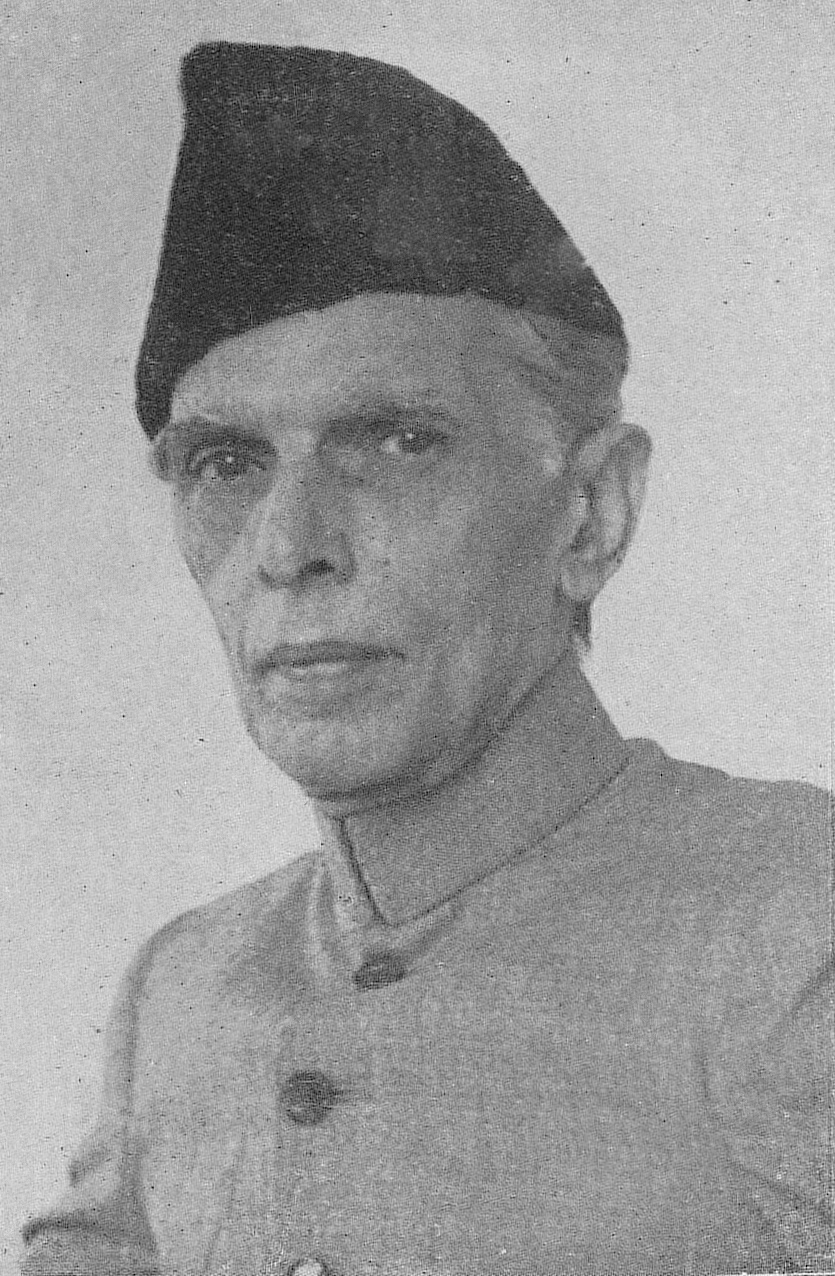
مؤسس باكستان، محمد علي جناح، المعروف في باكستان باسم «القائد الأعظم»، كان زعيم الحركة القومية الباكستانية التي أدت إلى إنشاء باكستان في عام 1947.

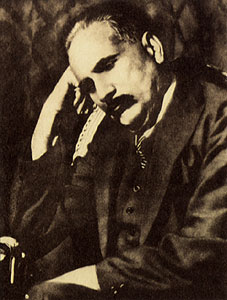
محمد إقبال هو الشاعر الوطني لباكستان وقد زرع بذور القومية الباكستانية من خلال تخيله لوطن منفصل للمسلمين في جنوب آسيا.

تشير القومية الباكستانية إلى التعبير السياسي والثقافي واللغوي والتاريخي والديني والجغرافي [الشائع] عن الوطنية من قبل شعب باكستان، والاعتزاز بتاريخ باكستان وهويتها وتراثها ورؤى مستقبلها.
على عكس القومية العلمانية في معظم البلدان الأخرى، فإن القومية الباكستانية دينية بطبيعتها كونها قومية إسلامية. كان الدين أساس الرواية القومية الباكستانية. يُطلق على باكستان من قبل بعض المصادر "بالمركز العالمي للإسلام السياسي".
من وجهة نظر سياسية وفي السنوات التي سبقت استقلال باكستان، يمكن تسمية الأسس السياسية والأيديولوجية الخاصة لأعمال الرابطة الإسلامية بالأيديولوجية القومية الباكستانية. إنه مزيج فريد من العناصر الفلسفية والقومية والثقافية والدينية.

## الوعي القومي في باكستان

### حملة انفصالية الرابطة الإسلامية في الهند المستعمرة

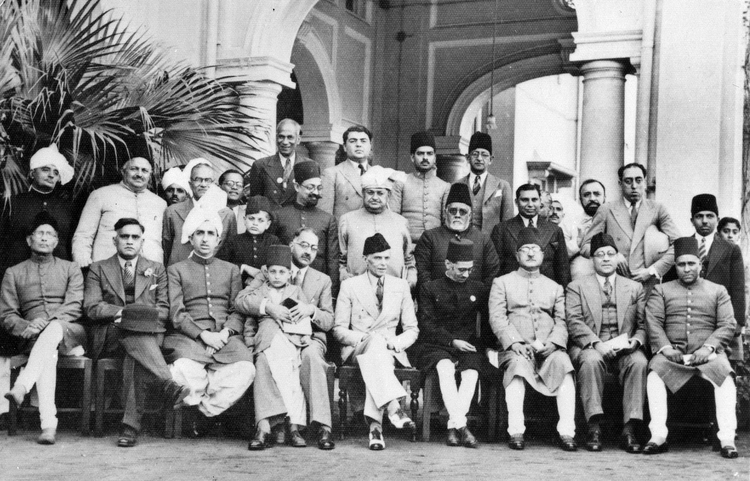
قادة الرابطة الإسلامية 1940. جناح جالس في المركز.

تكمن جذور القومية الباكستانية في الحملة الانفصالية للرابطة الإسلامية في الهند البريطانية والتي سعت إلى إنشاء دولة جديدة للمسلمين الهنود تسمى باكستان على أساس الإسلام. تعود جذور مفهوم الدولة المنفصلة لمسلمي الهند إلى العلامة إقبال، الذي أطلق عليه بأثر رجعي لقب شاعر باكستان الوطني. انتخب إقبال رئيسًا للرابطة الإسلامية عام 1930 في جلستها المنعقدة في مدينة الله أباد بالمقاطعات المتحدة، وكذلك للدورة في لاهور عام 1932. في خطابه الرئاسي في 29 ديسمبر 1930 أوجز رؤية لدولة مستقلة للمقاطعات ذات الأغلبية المسلمة في شمال غرب الهند:
في الهند الاستعمارية، كان المسلمون الآخرون يعتبرون أنفسهم مواطنين هنود إلى جانب هنود من ديانات أخرى. اعتبر هؤلاء المسلمون الهند موطنهم الدائم إذ عاشوا هناك قرونًا، واعتقدوا أن الهند كيان متعدد الأديان له إرث من التاريخ المشترك والتعايش. عارض عدد كبير من الأحزاب السياسية الإسلامية والمدارس والمنظمات الدينية تقسيم الهند ودعت إلى القومية المركبة لجميع سكان البلاد في معارضة الحكم الاستعماري البريطاني في الهند (وخاصة مؤتمر آزاد الإسلامي لعموم الهند). انتخبت مقاطعة الحدود الشمالية الغربية، وهي وحدة ذات أغلبية مسلمة في الهند البريطانية، حكومة يديرها المؤتمر الوطني الهندي في كل من عامي 1937 و1946
يؤكد المؤرخون مثل شاشي ثارور أن سياسات فرِّق تسد للحكومة البريطانية في الهند قد أُنشئت بعد أن شهد الهندوس والمسلمون يتحدون معًا للقتال ضد حكم الشركة في الهند أثناء التمرد الهندي عام 1857. وفقًا للعديد من الأكاديميين، تم تنسيق المطالبة بإنشاء باكستان كوطن للمسلمين الهنود، من قبل طبقة النخبة من المسلمين في الهند الاستعمارية ومقرها أساسًا في المقاطعات المتحدة (UP) وبيهار الذين دعموا رابطة مسلمي عموم الهند، بل هو المسلم الهندي العادي. في مقاطعة السند الاستعمارية الهندية، تصف المؤرخة عائشة جلال الإجراءات التي استخدمتها الرابطة الإسلامية الموالية للانفصالية التابعة لجناح لنشر الانقسام المجتمعي وتقويض حكومة الله بخش سومرو، التي دافعت عن الهند الموحدة:
في سعيها لنشر الفتنة الدينية، قامت الرابطة الإسلامية «بدعم مالي» للجماهير التي انخرطت في أعمال عنف مجتمعية ضد الهندوس والسيخ في مناطق مولتان وروالبندي وكامبلبور وجيلوم وسارجودا، وكذلك في مقاطعة هزارا. أسفر يوم العمل الجماعي المباشر للرابطة الإسلامية في كلكتا عن مقتل 4000 شخص وترك 100000 ساكن بلا مأوى في غضون 72 ساعة فقط، مما أدى إلى زرع بذور أعمال الشغب في المقاطعات الأخرى وتقسيم البلاد في نهاية المطاف.

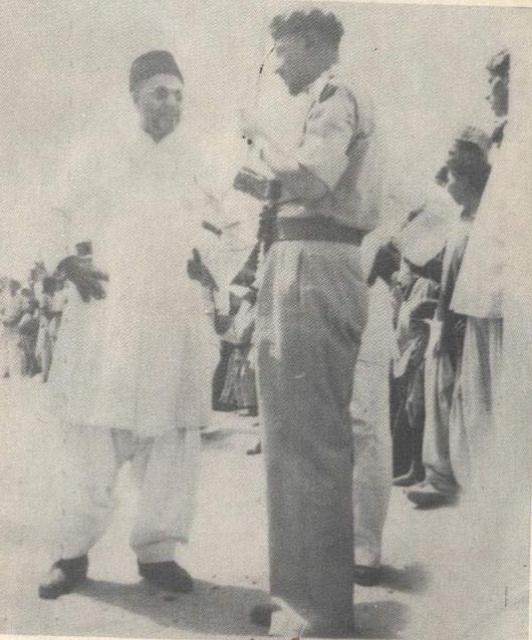
الخليفة الثالث للجماعة الإسلامية الأحمدية ميرزا ناصر أحمد في حديث مع قوة الفرقان العقيد صاحب زادة مبارك أحمد

أيدت الجماعة الإسلامية الأحمدية بشدة مطلب جناح الانفصالي لباكستان. شودري ظفر الله خان، زعيم أحمدي، صاغ قرار لاهور الذي فسره القادة الانفصاليون على أنه يدعو إلى إنشاء باكستان. طلب جناح من شودري ظفر الله خان تمثيل الرابطة الإسلامية في لجنة رادكليف، التي كلفت برسم الخط الفاصل بين الهند المستقلة وباكستان حديثة النشأة. جادل الأحمديون في محاولة التأكد من أن مدينة القاديان في الهند ستقع في دولة باكستان التي تم إنشاؤها حديثًا، على الرغم من أنهم لم ينجحوا في القيام بذلك. عند إنشاء باكستان، شغل العديد من الأحمديين مناصب بارزة في مناصب حكومية. في الحرب الهندية الباكستانية 1947-1948، التي حاولت فيها باكستان غزو والاستيلاء على ولاية جامو وكشمير، أنشأت الجماعة الإسلامية الأحمدية قوة الفرقان لمحاربة القوات الهندية.
في العقد الأول بعد حصول باكستان على استقلالها بعد تقسيم الهند، «اعتبرت باكستان تاريخها جزءًا من الهند الأكبر، وتاريخًا مشتركًا، وتاريخًا مشتركًا، وفي الواقع كانت الكتب المدرسية الهندية مستخدمة في المناهج الدراسية في باكستان.» مع ذلك، أرادت الحكومة تحت قيادة أيوب خان إعادة كتابة تاريخ باكستان لاستبعاد أي إشارة إلى الهند وكلفت المؤرخين داخل باكستان بصنع رواية قومية لتاريخ «منفصل» قضى على الماضي الهندي للبلاد. أشارت إليزابيث كول من مدرسة جيمي وروزالين كارتر للسلام وحل النزاعات بجامعة جورج ميسون إلى أن الكتب المدرسية الباكستانية تقضي على ماضي البلاد الهندوسي والبوذي، بينما تشير إلى المسلمين ككيان موحد وتركز فقط على ظهور الإسلام في الهند. شبه القارة الهندية. أثناء حكم الجنرال محمد ضياء الحق ، بدأ «برنامج أسلمة» للبلاد بما في ذلك الكتب المدرسية. نصت السياسة التعليمية للجنرال ضياء الحق في عام 1979 على أن «الأولوية القصوى ستعطى لمراجعة المناهج بهدف إعادة تنظيم المحتوى بأكمله حول الفكر الإسلامي وإعطاء التعليم توجهاً أيديولوجياً بحيث تتغلغل الأيديولوجية الإسلامية في تفكير جيل الشباب. ويساعدهم بالقناعة والقدرة اللازمتين على إعادة تشكيل المجتمع وفق تعاليم الإسلام». وفقًا لمنهج الدراسات الباكستانية، غالبًا ما يُشار إلى محمد بن قاسم على أنه أول باكستاني على الرغم من أنه كان على قيد الحياة قبل عدة قرون من إنشائه من خلال تقسيم الهند في عام 1947. كما نوه محمد علي جناح بالحركة الباكستانية بأنها بدأت عندما وضع المسلم الأول قدماً في بوابة الإسلام وأن بن قاسم هو في الواقع مؤسس باكستان.

### باكستان دولة وريثة للقوى السياسية الإسلامية في الهند في العصور الوسطى
يذكر بعض القوميين الباكستانيين أن باكستان هي الدولة الخلف للإمبراطوريات والممالك الإسلامية التي حكمت الهند في العصور الوسطى لمدة ألف عام تقريبًا، والإمبراطوريات والممالك بالترتيب هي الخلافة العباسية، والإمبراطورية الغزنوية، ومملكة محمد الغوري، وسلطنة دلهي وسلطنة الدكن. وإمبراطورية المغول. يشكل تاريخ الحكم الإسلامي في شبه القارة الهندية الجزء الأكبر من القومية الباكستانية. تحقيقا لهذه الغاية، يزعم العديد من القوميين الباكستانيين أن المعالم الأثرية مثل تاج محل، الواقعة في أغرة، هي آثار باكستانية وجزء من تاريخ باكستان.

## سيد أحمد خان والتمرد الهندي عام 1857
انظر أيضًا: سيد أحمد خان، تمرد هندي عام 1857

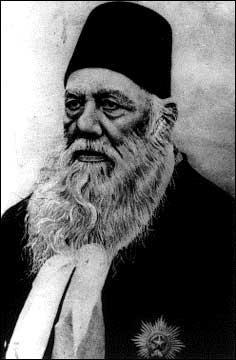
السيد أحمد خان (1817–1898)

روج سيد أحمد خان للتعليم على النمط الغربي في المجتمع الإسلامي، ساعيًا إلى النهوض بالمسلمين اقتصاديًا وسياسيًا في الهند البريطانية. أسس جامعة عليكرة الإسلامية، ثم أطلق عليها اسم الكلية الأنجلو الشرقية.
في عام 1835 أدى محضر لورد ماكولاي، الذي أوصى فيه بأن التعليم الغربي وليس الشرقي، في السياسة التعليمية لشركة الهند الشرقية، إلى تغييرات عديدة. بدلاً من العربية والفارسية، تم تدريس اللغات الغربية والتاريخ والفلسفة في المدارس والجامعات التي تمولها الدولة بينما تم حظر التعليم الديني. لم تصبح اللغة الإنجليزية وسيلة التدريس فحسب بل أصبحت أيضًا اللغة الرسمية في عام 1835 بدلاً من اللغة الفارسية، مما أضر بأولئك الذين بنوا حياتهم المهنية حول اللغة الأخيرة. لم تعد الدراسات الإسلامية التقليدية مدعومة من قبل الدولة، وفقدت بعض المدارس الدينية وقفها أو مِنَحها. قام القوميون بالتمرد الهندي عام 1857[من؟] إلى كارثة على المسلمين، حيث تم خلع بهادور شاه ظفر، آخر موغال. انتقلت السلطة على شبه القارة الهندية من شركة الهند الشرقية إلى التاج البريطاني. أدى إزالة آخر رمز للاستمرارية مع الفترة المغولية إلى ظهور موقف سلبي بين بعض المسلمين[من؟] تجاه كل ما هو حديث وغربي، وعدم الرغبة في الاستفادة من الفرص المتاحة في ظل النظام الجديد.
بعد أن رأى سيد هذا الجو من اليأس واليأس، أطلق محاولاته لإحياء روح التقدم داخل الجالية المسلمة في الهند. كان مقتنعا أن المسلمين في محاولتهم تجديد أنفسهم، فشلوا في إدراك أن البشرية قد دخلت مرحلة مهمة جدا من وجودها، أي عصر العلم والتعلم. كان يعلم أن تحقيق ذلك كان مصدر تقدم وازدهار البريطانيين. لذلك، أصبح التعليم الحديث محور حركته لتجديد المسلمين الهنود. حاول تحويل النظرة الإسلامية من منظور العصور الوسطى إلى نظرة حديثة.
كان الهدف الأول والأهم لسيد هو تعريف البريطانيين بالعقل الهندي. كان هدفه التالي هو فتح عقول مواطنيه على الأدب الأوروبي والعلوم والتكنولوجيا.
لذلك من أجل تحقيق هذه الأهداف، أطلق سيد حركة عليكرة التي كان عليكرة مركزها. كان لديه هدفان مباشران في ذهنه: إزالة حالة سوء التفاهم والتوتر بين المسلمين والحكومة البريطانية الجديدة وحثهم على السعي وراء الفرص المتاحة في ظل النظام الجديد دون الخروج بأي شكل من الأشكال عن أصول دينهم..[بحاجة لمصدر]

## استقلال باكستان
في التمرد الهندي عام 1857، حارب كل من الهندوس والمسلمين القوات المتحالفة مع الإمبراطورية البريطانية في أجزاء مختلفة من الهند البريطانية. نشأت شرارة الحرب لأن البريطانيين هاجموا «العادات الوحشية للهنود» من خلال إجبار السيوبيين الهنود على التعامل مع خراطيش المدفع (Enfield P-53) المدهونة بشحم الخنزير المأخوذ من الخنازير المذبوحة والشحم المأخوذ من الأبقار المذبوحة. كان على الخراطيش أن تنفتح لتستخدم البارود، مما يعني بشكل فعال أنه سيتعين على السيبوي عض شحم الخنزير والشحم. كان هذا مظهرًا من مظاهر اللامبالاة التي أظهرها البريطانيون تجاه التقاليد الدينية الإسلامية والهندوسية، مثل رفض تناول لحم الخنزير في الإسلام ورفض ذبح الأبقار في الهندوسية. كانت هناك أيضًا بعض الممالك والشعوب التي دعمت البريطانيين. وضع هذا الحدث الأساس ليس فقط للتعبير على الصعيد الوطني، ولكن أيضًا في المستقبل القومي والصراع على أساس ديني وعرقي.
ولدت الرغبة لدى البعض بدولة جديدة للمسلمين الهنود، أو آزادي، مع كيرنال شير خان، الذي نظر إلى تاريخ المسلمين وتراثهم، وأدان حقيقة أن المسلمين كانوا يحكمون من قبل الإمبراطورية البريطانية وليس من قبل القادة المسلمين. لم تنتشر فكرة الاستقلال الكامل إلا بعد الحرب العالمية الأولى، عندما خفضت الحكومة البريطانية الحريات المدنية بقوانين رولات لعام 1919. عندما أمر الجنرال ريجينال داير بمذبحة جاليانوالا باغ في أمريتسار، البنجاب التي وقعت في نفس العام، غضب الجمهور المسلم وانقلب معظم القادة السياسيين المسلمين ضد الحكومة البريطانية. تم تحقيق باكستان أخيرًا من خلال تقسيم الهند في عام 1947 على أساس نظرية الأمتين. اليوم باكستان مقسمة إلى 4 مقاطعات. سجل آخر تعداد عام 1981 عدد السكان 84.3 مليون، أي ما يقرب من ضعف رقم عام 1961 البالغ 42.9 مليون. بحلول عام 1983، تضاعف عدد السكان ثلاث مرات إلى ما يقرب من 93 مليونًا، مما جعل باكستان في المرتبة التاسعة في العالم من حيث عدد السكان، على الرغم من أنها احتلت المرتبة 34 في المنطقة.

## الرموز القومية الباكستانية

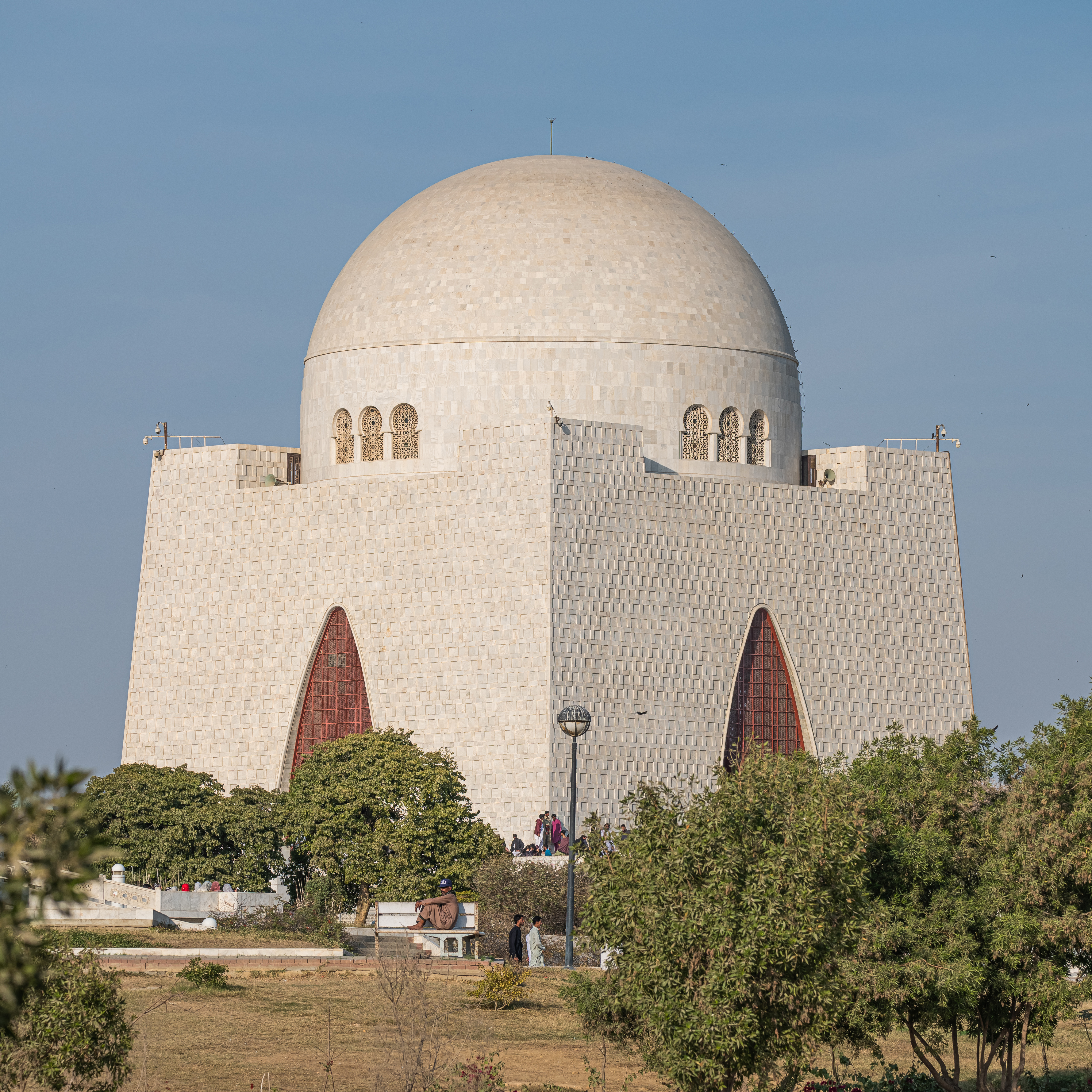
كثيرا ما يزور القوميون الباكستانيون ضريح محمد علي جناح، وهو رمز وطني لباكستان.

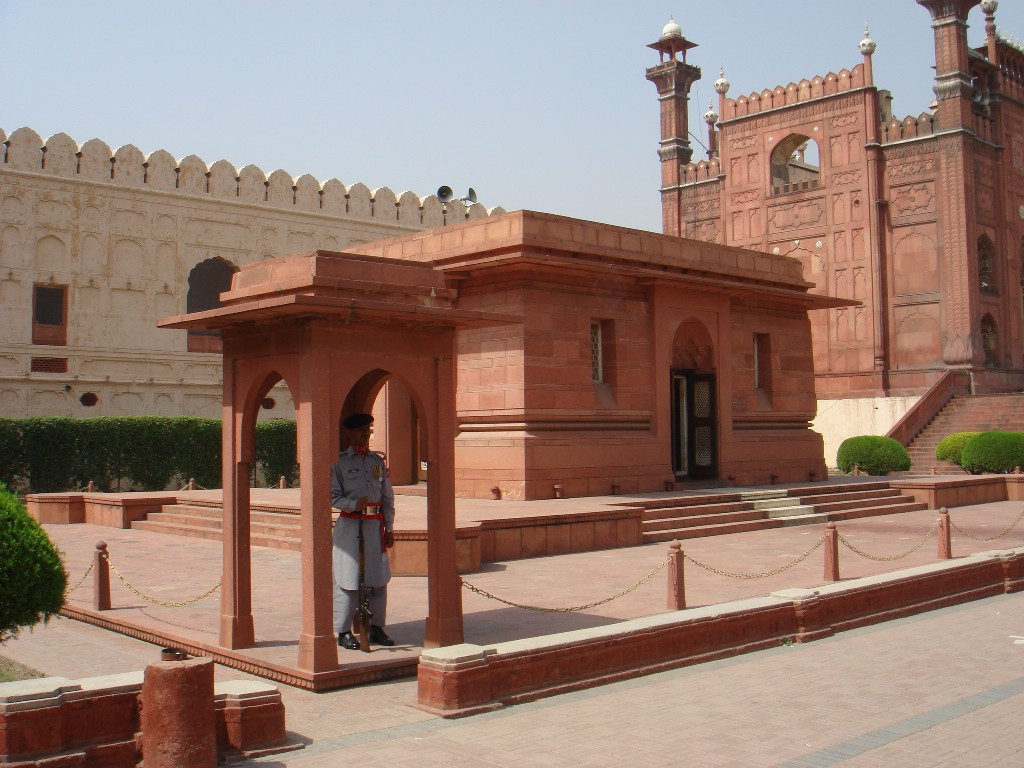
ضريح إقبال، بجانب مسجد بادشاهي، لاهور، باكستان

بسبب هوية البلد مع الإسلام، تُستخدم المساجد مثل مسجد بادشاهي ومسجد فيصل كرموز وطنية إما لتمثيل «الماضي المجيد» أو المستقبل الحديث. يوجد في باكستان العديد من الأضرحة والمعالم السياحية والأصوات والرموز التي لها أهمية لدى القوميين الباكستانيين. وتشمل هذه أضرحة القادة السياسيين لباكستان قبل الاستقلال وما بعد الاستقلال، ومزارات القادة الدينيين والقديسين، وأضرحة القادة الإمبراطوريين لمختلف الإمبراطوريات والسلالات الإسلامية، فضلاً عن الرموز الوطنية لباكستان. أصبحت بعض هذه الأضرحة والمعالم والرموز أماكن للحج للقومية الباكستانية المتطرفة والعسكرة، وكذلك لأغراض دينية واضحة.
تضمنت الأوراق النقدية العشر روبية الأقدم للروبية الباكستانية صورًا خلفية لبقايا موهينجو دارو وهارابا. في الستينات من القرن الماضي، تم اكتشاف صور المصنوعات اليدوية من غاندهاران واليونانية البوذية في باكستان، و«تخيل بعض القوميين الباكستانيين» حضارة قديمة ميزت المقاطعات الموجودة حاليًا في باكستان عن بقية شبه القارة الهندية، وهو ما لم يقبله بعض القوميين الباكستانيين. المؤرخون السائد؛ لقد حاولوا التأكيد على اتصالاتها مع الغرب وصاغوا بوذية غاندهاران على أنها مناقضة لتأثير «براهمين» (الهندوسي).

## القومية والسياسة
تعتمد الهوية السياسية للقوات المسلحة الباكستانية، وهي أكبر مؤسسة باكستانية والتي سيطرت على الحكومة لأكثر من نصف تاريخ باكستان الحديثة ولا تزال كذلك، على الارتباط بالماضي الإمبراطوري لباكستان. كانت ثروات الرابطة الإسلامية الباكستانية حتى سبعينيات القرن الماضي مدفوعة بإرثها كرائدة لحركة الاستقلال الباكستانية، والبرنامج الأساسي للحزب اليوم يستحضر ذلك الماضي، معتبراً نفسه حامي الحرية والديمقراطية والوحدة في باكستان وكذلك دين. نشأت أحزاب أخرى، مثل حزب الشعب الباكستاني، الذي دعا ذات مرة إلى برنامج يساري والآن أكثر وسطية. على الصعيد الوطني، فإن حزب الشعب الباكستاني الحاكم ضعيف. في المقابل، يستخدم مجلس الأمل المتحد تعبيراً ثيوقراطياً قومياً أكثر جرأة. يسعى مجلس العمل المتحد للدفاع عن ثقافة وتراث باكستان وأغلبية سكانها من السكان المسلمين. وهي تربط القومية الدينية بالدفاع العدواني عن حدود باكستان ومصالحها ضد الهند، مع الدفاع عن حق الأغلبية في أن تكون أغلبية.
تشمل الأحزاب القومية العرقية حزب عوامي الوطني الذي يرتبط ارتباطًا وثيقًا بإنشاء ولاية أغلبية من البشتون في مقاطعة الحدود الشمالية الغربية وتضم المناطق القبلية الخاضعة للإدارة الفيدرالية العديد من قادة البشتون في تنظيمها. ومع ذلك فاز حزب عوامي الوطني، في الانتخابات التشريعية الأخيرة، 20 أكتوبر 2002، بنسبة ضئيلة قدرها 1.0% من الأصوات الشعبية ولا مقاعد في مجلس النواب بالبرلمان. في بلوشستان، يستخدم حزب بلوشستان الوطني إرث بلوشستان المستقلة لإثارة الدعم، ومع ذلك في الانتخابات التشريعية، 20 أكتوبر 2002، فاز الحزب بنسبة 0.2% فقط من الأصوات الشعبية و1 من 272 عضو منتخب.
تقريبا كل دولة باكستانية لديها حزب إقليمي مكرس فقط لثقافة السكان الأصليين. على عكس حزب عوامي الوطني وحزب بلوشستان الوطني، لا يمكن وصف هؤلاء في الغالب بأنهم قوميين، لأنهم يستخدمون الإقليمية كاستراتيجية لكسب الأصوات، بناءً على إحباط عامة الناس من الوضع الرسمي ومركزية المؤسسات الحكومية في باكستان. ومع ذلك، فقد أظهرت الانتخابات الأخيرة وكذلك التاريخ أن مثل هذه الأحزاب القومية العرقية نادرًا ما تفوز بأكثر من 1% من الأصوات الشعبية، حيث تذهب الغالبية العظمى من الأصوات إلى الأحزاب السياسية الكبيرة والقائمة التي تتبع أجندة وطنية على عكس الإقليمية.

## الطاقة النووية

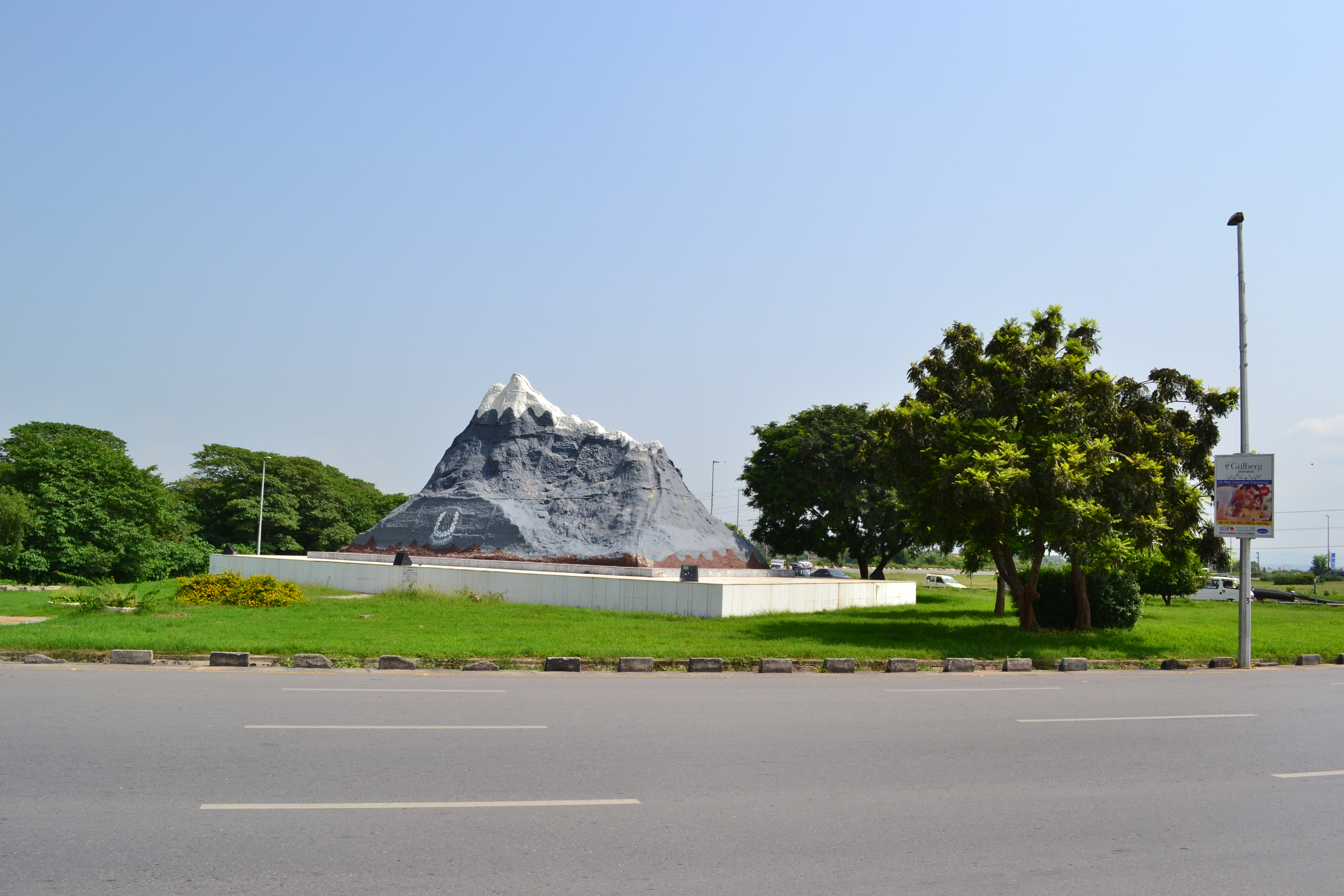
نصب تذكاري لموقع التجارب النووية في إسلام أباد.

أدت حرب العصابات الشديدة في أقصى شرق باكستان والتي أعقبها التدخل الهندي الناجح إلى انفصال الوحدة الشرقية مثل بنغلاديش. لعبت نتائج الحرب دورًا حاسمًا في المجتمع المدني. في كانون الثاني (يناير) 1972، أدى برنامج تحطم سري وحدث ثانوي للثورة الأدبية والعلمية كرد فعل على ذلك البرنامج المفاجئ إلى أن تصبح باكستان القوة النووية.
تم إجراء التجارب العامة الأولى في عام 1998 (الأسماء الرمزية: Chagai-I وChagai-II) في استجابة مباشرة لتفجيرات الهند النووية في نفس العام؛ وهكذا أصبحت باكستان الدولة السابعة في العالم التي طورت البرنامج بنجاح. من المفترض أن برنامج التحطم الباكستاني نشأ في عام 1970 وأن التسارع الشامل حدث بعد التجربة النووية الهندية في عام 1974. كما أدى ذلك إلى قيام باكستان بمتابعة طموحات مماثلة، مما أدى إلى اختبارات مايو 1998 لخمسة أجهزة نووية من قبل الهند وستة كرد فعل من قبل باكستان، مما فتح حقبة جديدة في التنافس بينهما. باكستان، إلى جانب إسرائيل والهند، هي ثلاث من الدول الأصلية التي أحجمت عن الانضمام إلى معاهدة حظر انتشار الأسلحة النووية ومعاهدة الحظر الشامل للتجارب النووية التي تعتبرها انتهاكًا لحقها في الدفاع عن نفسها. حتى الآن باكستان هي الدولة النووية المسلمة الوحيدة.

## قراءة معمقة
- Sanjay Chaturvedi (مايو 2002). "Process of Othering in the case of India and Pakistan". Tijdschrift voor Economische en Sociale Geografie. ج. 93 ع. 2: 149–159. DOI:10.1111/1467-9663.00191.
- Selig S. Harrison (ديسمبر 1997). "The United States and South Asia: Trapped by the Past?". Current History. Current History, Inc. مؤرشف من الأصل في 1998-01-25. اطلع عليه بتاريخ 2006-12-06.
- Iftikhar H. Malik (يوليو 1996). "The State and Civil Society in Pakistan: From Crisis to Crisis". Asian Survey. ج. 36 ع. 7: 673–690. DOI:10.1525/as.1996.36.7.01p0149s.
- Moonis Ahmar (أكتوبر 1996). "Ethnicity and State Power in Pakistan: The Karachi Crisis". Asian Survey. ج. 36 ع. 10: 1031–1048. DOI:10.1525/as.1996.36.10.01p0176y.
- Malik, Hafeez (1961). "The Growth of Pakistani Nationalism, 800 AD – 1947 AD". جامعة سيراكيوز. Syracuse, New York.
- MH Khatana. "Foundations of Pakistani Nationalism: The Life and Times of Allama Iqbal". Prof. Dr. S. Razi Wasti's Collection, GC University Libraries, Lahore.
- Feroz Ahmed (ديسمبر 1971). "Why Pakistan's Unity Was Jeopardized?". Pakistan Forum. ج. 2 ع. 3: 4–6. DOI:10.2307/2569081. JSTOR:2569081.
- Anwar H. Syed (Summer 1980). "The Idea of a Pakistani Nationhood". Polity. ج. 12 ع. 4: 575–597. DOI:10.2307/3234301. JSTOR:3234301.
- Saadia Toor (سبتمبر 2005). "A national culture for Pakistan: the political economy of a debate". Routledge. ج. 6 ع. 3: 318–340. DOI:10.1080/14649370500169946.